# Robert Bréchon
Robert Bréchon  (* 1920; † 30. Juli 2012 in Le Pecq) war ein französischer Dichter und Lusitanist.

## Leben und Werk
Bréchon bestand 1942 die Agrégation im Fach Lettres und wurde Gymnasiallehrer in Brasilien, England, Ägypten und Jugoslawien. Von besonderer Bedeutung für seine lusitanistische literaturkritische Tätigkeit war die dreijährige Zeit als Direktor des französischen Gymnasiums in Rio de Janeiro und (von 1962 bis 1968 als Nachfolger von Pierre Hourcade) die Leitung des Institut français in Lissabon (gleichzeitig Kulturattaché der französischen Botschaft). In Portugal hatte er den Dichter António Ramos Rosa zum Freund, knüpfte zahlreiche dauerhafte Kontakte und arbeitete sich in das Werk von Fernando Pessoa ein, das ihm nach eigener Aussage Pessoas Entdecker Armand Guibert (1906–1990) vermittelt hatte. Bréchon widmete Pessoa fünf Bücher und gab dessen (ins Französische übersetztes) Werk in neun Bänden heraus. Daneben schrieb er über die Dichterkollegen Henri Michaux und Michel Leiris sowie über den Surrealismus.
Bréchon war Ritter der Ehrenlegion und Großkreuzträger im Orden des Infanten Dom Henrique.

## Werke

### Eigene Dichtung
- Les ouvrages du temps, Paris, Chambelland, 1969
- Mémoire d'homme, Paris, Le Pont de l'Epée, 1983.
- Contre-chant, Paris, Chambelland, 1987.
- Échos, reflets, mirages. Poèmes 1947-2002, Croissy-Beaubourg, Aden, 2003.
- (mit António Ramos Rosa) Meditações metapoéticas = Méditations métapoétiques, Lissabon, Caminho, 2003.

### Über Henri Michaux
- Michaux, Paris, Gallimard, 1959, 1969.
- Henri Michaux. La poésie comme destin. Biographie, Croissy-Beaubourg, Éd. Aden, 2005.

### Über Fernando Pessoa
- (Hrsg. mit Eduardo Prado Coelho) Oeuvres de Fernando Pessoa, 9 Bde., Paris, Christian Bourgois, 1988–1992, 2008.
- Etrange étranger. Une biographie de Fernando Pessoa, Paris, Christian Bourgois, 1996 (portugiesisch, Lissabon 1996, Rio de Janeiro 1999; spanisch, Madrid 1999).
- L'innombrable. Un tombeau pour Fernando Pessoa, Paris, Christian Bourgois, 2001 (Sammelschrift).
- Fernando Pessoa. Le voyageur immobile. Biographie, Croissy-Beaubourg, Éd. Aden, 2002.
- Pessoa. Le poète intranquille, Croissy-Beaubourg, Éd. Aden, 2008 (Sammelschrift).
- (Hrsg.) Hommage à Fernando Pessoa. Essais, études et poèmes, Paris, Pétra, 2014.

### Weitere Literaturkritik
- Le Surréalisme, Paris, Armand Colin, 1971.
- "La condition humaine" d'André Malraux, Paris, Hachette, 1971.
- "L'âge d'homme" de Michel Leiris, Paris, Hachette, 1973; Paris, Éd. l'Improviste, 2005.
- (mit Pierre Le Gentil) La littérature portugaise, Paris 1995.

### Essays
- La fin des lycées, Paris, Grasset, 1970.
- (mit Arlette Bréchon) Les noces d'or, Paris, Albin Michel, 1974.
- À corps perdu. Essais, Bordeaux, l'Escampette, 2001.
- Les vies brèves. Alexandre, Spartacus, Jésus, Jeanne d'Arc, Gabrielle d'Estrée, Robespierre, Saint-Just,  Paris, l'Inventaire, 2003.